# Nowa Wieś Szlachecka
Nowa Wieś Szlachecka – wieś w Polsce położona w województwie małopolskim, w powiecie krakowskim, w gminie Czernichów. Wieś położona jest w mezoregionie zwanym Obniżeniem Cholerzyńskim w obrębie makroregionu Brama Krakowska.
| SIMC    | Nazwa    | Rodzaj     |
| ------- | -------- | ---------- |
| 0315985 | Jesionka | przysiółek |

W latach 1975–1998 miejscowość administracyjnie należała do województwa krakowskiego. Na południowo-zachodnim krańcu wsi znajduje się przysiółek Jesionka.
W miejscowości znajduje się Szkoła Podstawowa im. Świętego Stanisława Kostki.

## Historia
Pierwsi osadnicy miejscowości to szlachta zagrodowa przybyła z kresów wschodnich. Większość zabudowań rozłożona jest wzdłuż drogi (tzw. ulicówka), na południe i północ od niej żyzne pola co decyduje o jej rolniczym charakterze. Najwyższe wzniesienie Kajasówka (312 m n.p.m.).

## Zabytki
- We wsi znajduje się kościół pod wezwaniem Matki Bożej Wspomożenia Wiernych (wybudowany w 1938, konsekrowany w 1960), parafia istnieje od 1950 roku[8].